# Pseudosubria falcata
Pseudosubria falcata är en insektsart som beskrevs av Sigfrid Ingrisch 1998. Pseudosubria falcata ingår i släktet Pseudosubria och familjen vårtbitare. Inga underarter finns listade i Catalogue of Life.